# Ǩ
Ǩ (minuskule ǩ) je speciální znak latinky. Nazývá se K s háčkem. Písmeno Ǩ jako takové se používá pouze v skoltské sámštiny, dále se používá se v transkripci romské cyrilice a lazštiny. Čte se jako velární ejektiva (kʼ, výslovnost mezi českým k a ch) nebo jako nebo jako neznělá palatální afrikáta (c͡ç, výslovnost asi jako české č). V romštině bývá používáno velmi výjimečně, často bývá nahrazováno za K a značí ho znak Ҡ. V lazštině ho značí znak კ. V Unicode má velké písmeno kód U+01E8 a malé U+01E9.